# Iaslovăț
Iaslovăț is een Roemeense gemeente in het district Suceava.

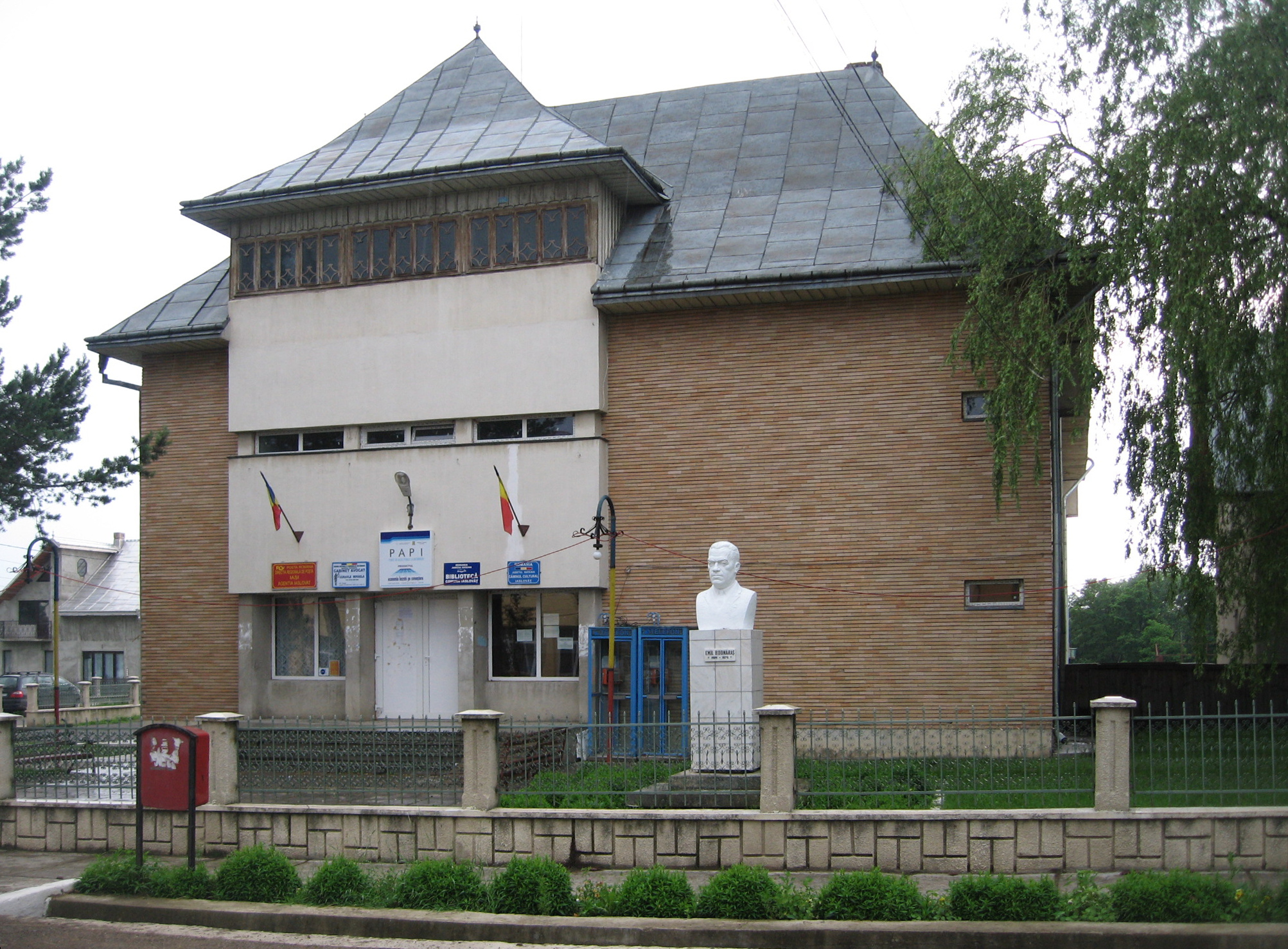
Gemeentehuis

Iaslovăț telt 3661 inwoners.